# 大叶田繁缕
大叶田繁缕（学名：Bergia capensis）为沟繁缕科田繁缕属下的一个种。其种加词“capensis”意为“南非开普省的/好望角的”。